# خطوط ماندالا الرحلة 904
الرحلة 904 خطوط ماندالا كانت رحلة ركاب مجدولة في 24 يوليو 1992 والتي تحطمت في إندونيسيا على جبل في جزيرة أمبون أثناء محاولتها الهبوط في مطار باتيمورا في عاصفة رعدية شديدة. تم إلقاء اللوم على خطأ الطيار والزجاج الأمامي في الحادث.

## الطائراة
كانت الطائرة عبارة عن طائرة فيكرز فيسكاونت 816 تحمل الرقم المتسلسل 434، والتي طارت للمرة الأولى في 8 يونيو 1959. تم تسليمها في 17 يونيو 1959 إلى شركة خطوط عبر أستراليا الجوية وتمت تسميتها باسم جون مكدوال ستيوارت أحد أشهر مستكشفي أستراليا. بحلول عام 1974 تم شراؤها من قبل ماندالا ايرلاينز مع تسجيلها باسم بي كيه-روف .